# Crateropora foraminata
Crateropora foraminata är en mossdjursart som beskrevs av Harmer 1926. Crateropora foraminata ingår i släktet Crateropora och familjen Aspidostomatidae. Inga underarter finns listade i Catalogue of Life.